# 4843 Mégantic
A 4843 Mégantic (ideiglenes jelöléssel 1990 DR4) a Naprendszer kisbolygóövében található aszteroida. Henri Debehogne fedezte fel 1990. február 28-án.